# Moonlight Magic
『Moonlight magic』（ムーンライト マジック）は藤井フミヤの16枚目のシングル。1999年11月20日にソニー・ミュージックアソシエイテッドレコーズから発売された。

## 概要
半年振りの新曲。フミヤ初のマキシシングル。同年12月31日開催「カウントダウンライブ」申込振込用紙が封入されていた。

## 収録曲
全曲編曲：佐橋佳幸
1. Moonlight magic（6:15）
日産ステージアCF曲。
作詞：藤井フミヤ、作曲：川村結花
川村結花がアルバム『farewells』の中でセルフ・カバーしている。
2. ときめきのリズム（3:32） 
1999年コカ・コーラCF曲。
作詞：松本隆、作曲：川村結花
川村結花のカバー。
3. 波動（4:40） 
作詞：松本隆、作曲：藤井フミヤ